# Jean-Philippe Denis
 (avril 2025).
Pour les articles homonymes, voir Denis (patronyme).
Jean-Philippe Denis, né le 27 décembre 1972, est un professeur des universités en sciences de gestion (Université Paris Sud / Paris Saclay), rédacteur en chef de la Revue française de gestion de 2013 à l'été 2021. Il a contribué à populariser le concept de « Hip-Hop Management », et est engagé dans la promotion des travaux de recherche francophone en management et sur la façon dont les sciences de gestion doivent éclairer le débat public,.

## Biographie
Jean-Philippe Denis est un professeur des universités opérant dans le champ du Management. Soutenue en 2000 à l’Université Lyon 3, et réalisée sous la direction du professeur Alain Charles Martinet, sa thèse de doctorat a reçu le prix de l'Université Jean-Moulin-Lyon-III en 2002 et le prix Roland Calori 2002 décerné par l’Association internationale de management stratégique (AIMS),.
Alors Maître de conférences à l’Université de Versailles Saint Quentin, il obtient en 2005 son agrégation des facultés de droit, sciences économiques et de gestion. Après avoir été professeur de sciences de gestion à l'Université d’Évry (2005-2007), puis Paris X (2007-2014), il est depuis professeur à l'Université Paris Sud / Paris Saclay et membre du centre de recherche RITM (Réseaux, Innovation, Territoires, Mondialisation).
Rédacteur en chef de la Revue française de gestion depuis 2013, il est membre du conseil d'administration de la Société française du management la même année. Il est également membre du comité éditorial puis membre du comité scientifique de la revue Management International depuis 2012. L’Encyclopédie de la Stratégie, qu’il coordonne avec Taïeb Hafsi, Alain Charles Martinet et Franck Tannery, se voit décerner le prix 2015 du meilleur ouvrage de recherche en management EFMD-FNEGE.
En 2016-2017, il figure dans le jury du concours national d’agrégation de l’enseignement supérieur pour le recrutement de professeurs des Universités en sciences de gestion (concours Fabbe-Costes). Il contribue régulièrement aux travaux de think-tanks[source insuffisante], et intègre en 2018 le Conseil d’orientation du think tank transpartisan Le Jour d’Après (aux côtés de personnalités telles que Marie-Laure Salles-Djelic, Jean-Marc Daniel, Juliette Méadel, Olivier Passet, Robin Rivaton et Jean Peyrelevade)[source insuffisante].
En mars 2021, il fait acte de candidature pour prendre la relève de Frédéric Mion à la direction de Sciences Po. Il confirme le dépôt de sa candidature par voie de presse à la fin aout, en concurrence avec d'autres candidats comme Anne-Sophie Barthez, Agathe Cagé, François Perret ou encore l'administratrice provisoire de l'institution à l'époque, Bénédicte Durand,. Entre temps, il développe son projet dans une série d'articles dans le blog de l'Observatoire Action Sociétale Action Publique, lui-même rattaché à la chaire ENA-ENSCI-Polytechnique-Sciences Po,. Le 1er septembre 2021, ses fonctions de Rédacteur en chef de la Revue française de gestion prennent enfin fin. Il y est remplacé par Aurélien Rouquet.
Par arrêté de la ministre de l’enseignement supérieur et de la recherche en date du 24 mai 2023, il est nommé président du jury du concours national d’agrégation pour le recrutement de professeurs des universités dans la discipline sciences de gestion et du management, ouvert par l’arrêté du 4 avril 2023. 
Par arrêté du 28 juin 2023 portant nomination des membres du jury du concours national d’agrégation pour le recrutement de professeurs des universités de sciences de gestion et du management pour l’année 2023, le jury est composé comme suit :  
M. Jean-Philippe DENIS, professeur des universités à l’université Paris-Saclay, président du jury. 
M. Pierre-Jean BENGHOZI, directeur de recherche émérite au Centre national de la recherche scientifque.  
M. Joël BRÉE, professeur des universités à l’université de Caen.
Mme Cécile GODÉ, professeure des universités à l’université d’Aix-Marseille.
Mme Yvonne MULLER, professeure des universités à l’université Paris-X.
Mme Florence NOGUERA, professeure des universités à l’université Montpellier-III.
M. Éric SÉVERIN, professeur des universités à l’université de Lille.
13 postes sont proposés au concours, pourvus par nomination au 1er septembre 2024 des 13 lauréats du concours. Ainsi, "Par décret du Président de la République en date du 9 août 2024, les personnes dont les noms suivent, admises au recrutement de professeurs des universités par le concours national d'agrégation, dans la discipline sciences de gestion et de management, sont nommées en qualité de professeur des universités titulaire et affectées dans les établissements d'enseignement supérieur désignés ci-après, à compter du 1er septembre 2024 :
Mme Sophie AGULHON, université d'Aix-Marseille ;
M. Nicolas BALAS, université Paris-Dauphine ;
M. Sami BASLY, université des Antilles ;
M. Yoann BAZIN, université Paris-X ;
Mme Nathalie BÉNET, université de Saint-Etienne ;
M. Ahmed Nabil BENMECHEDDAL, université de Lorraine ;
M. Didier BENSADON, université Lyon-III ;
Mme Noémie DOMINGUEZ, université Lyon-III ;
Mme Anne GOUJON-BELGHIT, université de Limoges ;
M. François GOXE, université Côte d'Azur ;
M. Victor MEJIA, Institut polytechnique de Grenoble ;
M. Arthur NGUYEN, université de Rouen ;
Mme Pauline THOMÉ-de BECDELIEVRE, université Paris Saclay."

## Un engagement pour la valorisation de la recherche en gestion
En tant que Professeur des universités, Jean-Philippe Denis est impliqué dans la valorisation  de la recherche en sciences de gestion et sur la façon dont elles doivent éclairer le débat public. Il est à l’origine du développement de « Fenêtres ouvertes sur la gestion », une série d’émissions et d’interviews audiovisuelles originales qui visent à promouvoir les travaux de recherche les plus récents, rebaptisée IQSOG en 2019,. Avec plus de 500 émissions diffusées depuis 2014, il s’agit d’une des principales sources d’information gratuite sur la recherche francophone en sciences de gestion.
En 2015, il initie avec Michel Kalika et Alain Charles Martinet, un projet de recherche collaboratif sur le cas de management qui oppose l’entreprise Société générale et Jérôme Kerviel. Il lance une plateforme qui centralise les productions et réflexions managériales sur ce cas[source insuffisante]. Il s’impliquera directement en contribuant à l'expertise du dossier[source insuffisante].
Il est nommé en novembre 2019, membre titulaire au Conseil national des universités en section 06 - Sciences de gestion, avec Marc Bollecker, Gilles Paché, Patricia Brillet-Coutelle, Marc Bidan, Fréderic Lobez, Evelyne Poincelot ou encore Solange Hernandez. L'universitaire français est également directeur de collections chez EMS - Editions Management et Société.

## Hip-Hop management
En 2014, Jean-Philippe Denis publie Introduction au Hip-Hop management aux éditions EMS - In Quarto. L’ouvrage, qui se voit attribuer le prix du meilleur ouvrage de recherche appliquée SYNTEC (aujourd'hui Syntec Conseil en Management) / Société Française du Management (SFM), a donné lieu à des chroniques régulières sur The Conversation (média) France entre 2016 et 2020.

## Publications
- Lexique de gestion et de management (9e édition), avec A C. Martinet et A. Silem, Paris, Dunod, 2016.
- Introduction au Hip-Hop Management, Cormelles-le-Royal éditions EMS (Quarto), 2014.
- Encyclopédie de la Stratégie, avec F. Tannery, T. Hafsi, et A C. Martinet (coord.), Paris, éditions Vuibert, 2014.
- Gouvernance et Stratégies des Groupes -Régénérer la Politique Générale d’Entreprise, avec A-C. Martinet., M. Payaud et F. Tannery, Hermès Science Publishing, 2011.
- « De crier mon cœur de chercheur en management stratégique a commencé », Revue internationale de psychosociologie et de gestion des comportements organisationnels, 2018.
- « Entre finance et stratégie : calcul, mimétisme… exemplarité ? », Revue française de gestion, 2009.
- « Spéculations autour de l’OPA de la finance sur la stratégie », Revue française de gestion, 2008.